# Metodistiska protestantkyrkan
Metodistiska protestantkyrkan är ett metodistiskt trossamfund, bildat av den minoritet inom Methodist Protestant Church som vägrade acceptera dennas inlemmande i den nya Metodistkyrkan i USA 1939, därför att man upplevde den sistnämnda som alltför liberal i sin syn på Bibelns gudomliga inspiration och auktoritet samt när det gäller Kristi gudom. Man ansåg även att Förenade metodistkyrkan lade för liten vikt vid John Wesleys helgelselära.
Metodistiska protestantkyrkan är indelad i fyra regioner eller "konferenser":
- Alabama
- Louisiana
- Mississippi
- Belize

Enskilda församlingar finns även i Arkansas och Oklahoma.
Man understödjer även mission i Sydkorea, i samarbete med International Council of Christian Churches.